# 伊默斯海姆
伊默斯海姆是德国莱茵兰-普法尔茨州的一个市镇。总面积2.99平方公里，总人口145人，其中男性73人，女性72人（2011年12月31日），人口密度48人/平方公里。